# Dolph Schluter
Dolph Schluter (* 22. Mai 1955 in Dorval, Québec) ist ein kanadischer Evolutionsbiologe, der an der University of British Columbia lehrt und forscht. Seine wissenschaftlichen Schwerpunkte bilden Zusammenhänge der Evolution, wie die Adaptive Radiation, die er vor allem am Beispiel des Dreistachligen Stichlings erforscht. Er ist Mitglied der Royal Society, der Royal Society of Canada sowie der American Academy of Arts and Sciences.

## Werdegang
Dolph Schluter wurde in Dorval als Sohn niederländischer Auswanderer geboren. Er besuchte die University of Guelph in Guelph, Ontario und erhielt dort 1977 seinen Bachelor of Science der Biologie. Im Anschluss setzte er seine Ausbildung an der University of Michigan in Ökologie und Evolutionslehre fort, an der er 1983 mit einer Arbeit zu Darwinfinken und deren Schnabelformen seinen Ph.D. erlangte. Nach erfolgter Promotion war Schluter als Post-Doc kurzzeitig an der University of California, Davis tätig, ehe er in seine kanadische Heimat zurückkehrte und eine Stelle an der University of British Columbia (UBC) in Vancouver annahm. Dort wurde er 1989 zum Assistenzprofessor befördert, ehe er 1996 eine volle Professur erhielt und diese bis heute innehat. Ferner forcierte er die Einrichtung des Biodiversity Research Centre, als dessen Direktor er von 2003 bis 2007 fungierte. Seit 2001 ist Schluter zudem als Canada Research Chair etabliert.

## Wissenschaftliches Schaffen
Schluter befasst sich im Bereich der Evolutionsbiologie hauptsächlich mit Zusammenhängen der Adaptiven Radiation. Zu Beginn seiner Laufbahn konzentrierte er sich dazu hauptsächlich auf Darwinfinken und weiteren Vogelarten, während er sich später vor allem dem Dreistachligen Stichling zuwandte. Dabei untersucht er experimentell, wie sich Faktoren wie Konkurrenz oder Räuber-Beute-Beziehungen auf interspezifische Unterschiede auswirken. Einen weiteren Schwerpunkt seiner wissenschaftlichen Tätigkeit bildet die langfristige Betrachtung von einzelnen Arten unter Einfluss von Faktoren wie Isolation und Genfluss. Außerdem existiert in diesem Zusammenhang eine Kooperation mit der Stanford University und dem Fred Hutchinson Cancer Research Center, mit der die genetischen Grundlagen von Artunterschieden erforscht werden.

## Ehrungen
Schluter ist Mitglied der American Society of Naturalists sowie der Society for the Study of Evolution und stand beiden bereits als Präsident vor. Zudem erhielt er 2007 den von der American Society of Naturalists vergebenen Sewall Wright Award. 1999 wählte man ihn in die Royal Society, 2001 folgte die Berufung in die Royal Society of Canada. 2003 bis 2004 war er Guggenheim Fellow, bevor er 2012 als auswärtiges Ehrenmitglied in die American Academy of Arts and Sciences aufgenommen wurde. 2014 erhielt Schluter zudem die Darwin-Wallace-Medaille der Linnean Society of London, 2017 wurde er in die National Academy of Sciences gewählt. Für 2021 wurde ihm die Darwin-Medaille der Royal Society zugesprochen. 2023 wurde er mit dem Crafoord-Preis in Biowissenschaften ausgezeichnet und 2024 zum Mitglied der American Philosophical Society gewählt.

## Persönliches
Schluter ist verheiratet und Vater einer Tochter.

## Veröffentlichungen (Auswahl)
- Species Diversity in Ecological Communities: Historical and Geographical Perspectives. University of Chicago Press, Chicago, 1993, ISBN 978-0-226-71822-4.
- The Ecology of Adaptive Radiation. Oxford University Press, Oxford, 2000, ISBN 978-0-19-850523-5.
- Speciation and Patterns of Diversity. Cambridge University Press, Cambridge, 2009, ISBN 978-0-521-88318-4.
- The Analysis of Biological Data. Roberts & Company, Greenwood Village, Colorado, 2015 (2. Auflage), ISBN 978-1-936221-48-6.